# Холанд (филм)
Холанд (енгл. Holland) амерички је психолошки трилер из 2025. Режију потписује Мими Кејв, по сценарију Ендруа Содорског. Главне улоге тумаче Никол Кидман, Метју Макфадјен и Гаел Гарсија Бернал.
Премијера је приказана 9. марта 2025. на фестивалу South by Southwest, након чега га је 27. марта 2025. приказао Amazon Prime Video. Добио је помешане рецензије критичара.

## Радња
Просветна радница Ненси Вандергрут има идиличан живот са својим супругом и сином у Холанду. Међутим, након што постане сумњичава да њен супруг живи дуплим животом, многе тајне избију на површину.

## Улоге
| Глумац              | Улога            |
| ------------------- | ---------------- |
| Никол Кидман        | Ненси Вандергрут |
| Гаел Гарсија Бернал | Дејв Делгадо     |
| Метју Макфадјен     | Фред Вандергрут  |
| Џуд Хил             | Хари Вандергрут  |
| Џеф Поуп            | Сквигс Грауман   |
| Ајзак Краснер       | Шон Грауман      |
| Ленон Пархам        | Гвен             |
| Рејчел Сенот        | Кејди Дебоер     |
| Џејкоб Морган       | Мет              |